# エドヴィン・クレープス
エドヴィン・ガーハード・クレープス（Edwin Gerhard Krebs, 1918年6月6日 - 2009年12月21日）はアメリカ合衆国の生化学者。

## 生涯
アイオワ州ランシングに生まれた。長老派教会の牧師である父の仕事の性質により頻繁に引っ越しを行った。六歳の時、イリノイ州のグリーンビルに落ち着き、1933年に彼の父親が急逝するまでここで暮らした。母はエドヴィン・クレープスの兄がイリノイ大学に通うためにすんでいたイリノイ州のアーバナに引っ越すことに決めた。ここでアーバナ高等学校に通い、1936年にイリノイ大学に入学した。4年目にさらに高度な有機化学の研究の道と、奨学金を受け取りセントルイス・ワシントン大学医科大学院に行く道に二つから後者を選んだ。
医科大学院は彼に医学研究の経験と同様に内科医としてのキャリアも積ませた。1943年に卒業すると、セントルイスのバーンズ病院で研修を勤め、その後アメリカ海軍の医官となった。1946年に海軍から解雇されたが、すぐに病院の業務に戻ることは不可能で、基礎科学を研究するように助言された。彼は生化学を研究することに決め、カール・コリとその妻ガーティー・コリの仲間として、プロタミンとウサギの筋肉のホスホリラーゼの相互作用について研究した。二年間の研究が終わり、生化学者として研究を継続することを決めた。
1948年、シアトルのワシントン大学（前述のセントルイス・ワシントン大学とは日本語訳が同じになるだけで異なる大学である）にて生化学の助教授に就任。1953年にエドモンド・フィッシャーが講座に来ると、二人はホスホリラーゼの酵素の研究を始めることにした。この研究により、ホスホリラーゼの二つの形式の相互転換のメカニズムを観察することができた。可逆的タンパク質リン酸化である。
可逆的なタンパク質リン酸化反応を簡単に説明すると以下のようになる。プロテインキナーゼがアデノシン三リン酸からタンパク質にリン酸基を移動させる。そのタンパク質の形態と機能は生物学的プロセスに参加することを可能にするために変化する。タンパク質がその作用を完了させたとき、プロテインホスファターゼはリン酸塩を取り除き、タンパク質は元の形に戻る。このサイクルは莫大な量の代謝のプロセスのコントロールを行う。
彼の教育と管理への関心により、彼はワシントン大学を離れ、カリフォルニア大学デービス校の生物化学部の主任となった。1977年には薬学部の主任としてワシントン大学に戻る。
2009年12月21日、心臓病のために死去。91歳没。

## 受賞歴
- 1978年 - ガードナー国際賞
- 1988年 - パサノ賞
- 1989年 - アルバート・ラスカー基礎医学研究賞
- 1989年 - コロンビア大学よりルイザ・グロス・ホロウィッツ賞（アルフレッド・ギルマンと共に）
- 1991年 - ウェルチ化学賞
- 1992年 - ノーベル生理学・医学賞（エドモンド・フィッシャーと共に、生体制御機構としての可逆的タンパク質リン酸化の発見に対して）